# Järnvägar i Sydkorea

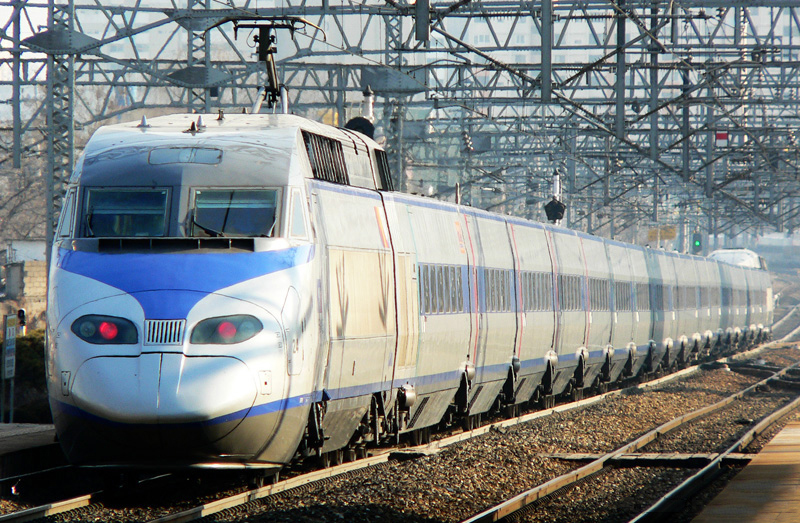
Höghastighetståget KTX

Karta över nätet för höghastighetstågen KTX

Järnvägar i Sydkorea började byggas i slutet av 1890-talet och omfattade 2015 ett spårnät på omkring 3 700 kilometer.

## Historia

### Kejsardömet Korea och ockupationstiden
Den första koncessionen att bygga en järnväg i Korea gavs 1896 till de amerikanska affärsmännen Henry Collbran och Harry R. Bostwick för en linje mellan Seoul och Chemulpo. Denna linje öppnade delvis i mars 1897 och omfattade trafik på Seoul år 1900, efter det att en bro byggts över Hanfloden. År 1905 öppnade den koreanskfinansierade linjen Nordvästra järnvägen, som drevs av ett franskt bolag. Denna linje förband Seoul med Manchuriet via Kaesong, Pyongyang och Sinuiju vid floden Yalu. Under den japanska ockupationen drevs järnvägarna av Chosens statsjärnvägar och några privata järnvägsbolag.
Under den koloniala perioden under Japan byggdes andra huvudlinjer, vilka inlemmade Mokpo, Masan och Busan i nätet, och också anslöt detta till Transsibiriska järnvägen.

### Sydkorea
Från 1963 och till och med 1980-talet hade Koreas statsjärnvägar, en myndighet under Transportministeriet, ansvar för hela järnvägsnätet och investerade kraftigt i elektrifiering och utbyggnad av nätet. År 1987 fanns sammanlagt 6 340 kilometer spår, inklusive 762 kilometer dubbelspår och drygt 1 000 kilometer elektrifierade spår.
Under 1980-talet användes järnvägsnätet främst för frakt, samt för passagerartrafik i Seoulområdet och i trafikkorridoren mellan Seoul och Busan. Vissa av de mest trafikerade linjerna söderut från Seoul byggdes ut till tre eller fyra spår. Också höghastighetståg introducerades, bland annat mellan Seoul och Busan, Jeonju, Mokpo och Gyeongju.

### Höghastighetstågen KTX
Höghastighetslinjen Gyeongbu höghastighetsjärnväg började byggas 1992 och började trafikeras i april 2014.

### Uppdelning av Koreas statsjärnvägar
Järnvägsadministration i Sydkorea delades på 2000-talet upp i KORAIL för att driva tågtrafik och en myndighet för att hantera infrastrukturen. Det finns också numera några privata trafikföretag.

## Viktigare järnvägslinjer
HSR = Höghastighetsjärnväg
| Nam                                     | Namn på Hangul | Ändstationer och andra viktiga stationer | Ändstationer och andra viktiga stationer | Ändstationer och andra viktiga stationer |
| --------------------------------------- | -------------- | ---------------------------------------- | ---------------------------------------- | ---------------------------------------- |
| Gyeongbulinjen                          | 경부선         | Seoul                                    | Suwon, Daejeon, Dongdaegu                | Busan                                    |
| Gyeongbu HSR                            | 경부고속선     | Seoul                                    | Suwon, Daejeon, Dongdaegu                | Busan                                    |
| Honamlinjen                             | 호남선         | Seodaejeon                               | Iksan, Gwangju-Songjeong                 | Mokpo                                    |
| Honam HSR                               | 호남고속선     | Osong                                    | Iksan                                    | Gwangju Songjeong                        |
| Suseo–Pyeongtaek HSR                    | 수서평택고속선 | Suseo                                    | Dongtan                                  | Jije                                     |
| Gyeonguilinjen                          | 경의선         | Seoul                                    | Ilsan                                    | Dorasan (Sinuiju)                        |
| Gyeongwonlinjen                         | 경원선         | Cheongnyangni                            | Dongducheon                              | Baengmagoji (Wonsan)                     |
| Chungbuklinjen                          | 충북선         | Jochiwon                                 | Cheongju, Chungju                        | Jecheon                                  |
| Gyeongjeonlinjen                        | 경전선         | Samnangjin                               | Masan, Jinju, Suncheon                   | Gwangju-Songjeon                         |
| Janghanglinjen                          | 장항선         | Cheonan                                  | Onyangoncheon, Hongseong                 | Iksan                                    |
| Jeollalinjen                            | 전라선         | Iksan                                    | Jeonju, Suncheon                         | Yeosu-Expo                               |
| Gyeongchunlinjen                        | 경춘선         | Mangu                                    | Gapyeong                                 | Chuncheon                                |
| Donghaelinjen                           | 동해선         | Bujeon                                   | Taehwagang, Gyeongju, Pohang             | Yeongdeok                                |
| Junganglinjen                           | 중앙선         | Cheongnyangni                            | Wonju, Jecheon, Yeongju, Andong          | Gyeongju                                 |
| Yeongdonglinjen                         | 영동선         | Yeongju                                  | Donghae                                  | Gangneung                                |
| Gyeongbuklinjen                         | 경북선         | Gimcheon                                 | Sangju                                   | Yeongju                                  |
| Taebaeklinjen                           | 태백선         | Jecheon                                  | Yeongwol                                 | Taebaek                                  |
| Gyeongganglinjen                        | 경강선         | Manjong                                  | Pyeongchang                              | Gangneung                                |
| Incheons internationella flygplatslinje | 인천국제공항선 | Seoul                                    | Gimpo Airport                            | Incheons internationella flygplats       |

## Trafik med Nordkorea
Fram till delningen av Korea gick Gyeongui- och Gyeongwonlinjerna in i det som nu är Nordkorea. Gyeonguilinjen förband Seoul med Kaesong och Pyongyang, samt Sinuiju vid gränsen till Kina, medan Gyeongwonlinjen gick till Wonsan på östkusten. Det fanns också ett par andra linjer som korsade den nuvarande demarkationslinjen.
Gyeonguilinjen och Donghae Bukbulinjen har sedan 2007 åter tekniskt förbundits över gränsen.
Regelbunden begränsad godstrafik kördes på Gyeonguilinjen 2007–2008. Sydkorea och Nordkorea kom i juni 2018 överens om att återknyta Gyeonguilinjen och Donghae Bukbulinjen över gränsen.